# Serra Pelada (Artesa de Segre)
La Serra Pelada és una serra situada al municipi d'Artesa de Segre a la comarca de la Noguera, amb una elevació màxima de 877 metres.